# ناثان أوتافيو
ناثان أوتافيو (بالبرتغالية: Nathan Otávio Ribeiro‏) لاعب كرة قدم برازيلي لعب سابقاً في نادي الريان القطري .

## روابط خارجية
- ناثان أوتافيو على موقع رابطة كرة القدم اليابانية للمحترفين (اليابانية)
- ناثان أوتافيو على موقع قاعدة بيانات كرة القدم.إي يو (الإنجليزية)
- ناثان أوتافيو على موقع Soccerway.com (الإنجليزية)
- ناثان أوتافيو على موقع عالم كرة القدم.نت (الإنجليزية)